# RAINY HEART〜どしゃ降りの想い出の中
「RAINY HEART〜どしゃ降りの想い出の中」（レイニー・ハート どしゃぶりのおもいでのなか）は1995年6月10日にリリースされた浅倉大介のシングル。名義は「浅倉大介 expd. 葛山信吾」（あさくらだいすけ エキスパンデッド かつらやましんご）。発売元はファンハウス。

## 概要
3rdアルバム『ELECTROMANCER』のリードシングル3作の3枚目。
expd.(expanded)とは「その人によって拡張された」という意味を持たせた。
ゲストボーカルとして葛山信吾を迎えた。
累計売上は7.9万枚を記録した。
浅倉大介のソロ名義でリリースされたCDシングルとしては今作が最後の作品。タイトル曲、カップリング曲ともに3rdアルバム『ELECTROMANCER』にL.A. MIXとしてアルバムバージョンが収録されている。

## 収録曲
1. RAINY HEART〜どしゃ降りの想い出の中
  - 作詞：井上秋緒　作曲・編曲：浅倉大介
  - 葛山を「俳優としての演技力が歌に出ている。甘い声をしていた。この曲にはそういう声が欲しかった」というのが決め手となり、起用した[2]。
  - 歌詞は「不幸のどん底に落ちてしまっている」風景をイメージした[2]。
  - ギタリスト、コーラスとして葛城哲哉が参加している[2]。
2. MAGNETIC SPRING
  - 作曲・編曲：浅倉大介
  - アナログ・シンセサイザーを全面に押し出した[2]。
  - 構造は組曲・クラシックの要素を中心にした[2]。
  - オルガン・ドラムの音を実験的に入れた[2]。
3. RAINY HEART〜どしゃ降りの想い出の中 (Instrumental Mix)